# Merodon stukei
Merodon stukei är en tvåvingeart som beskrevs av Hauser 1997. Merodon stukei ingår i släktet narcissblomflugor, och familjen blomflugor.
Artens utbredningsområde är Tunisien. Inga underarter finns listade i Catalogue of Life.